# Дьяковцы (Черновицкая область)
Дьяковцы (укр. Дяківці) — село в Герцаевской городской общине Черновицкого района Черновицкой области Украины.
Население по переписи 2001 года составляло 1203 человека. Почтовый индекс — 60544. Телефонный код — 3740. Код КОАТУУ — 7320785002.

## История
В 1946 г. Указом ПВС УССР село Даскалены переименовано в Дьяковцы.
До 2020 года входило в Герцаевский район